# バージェス頁岩

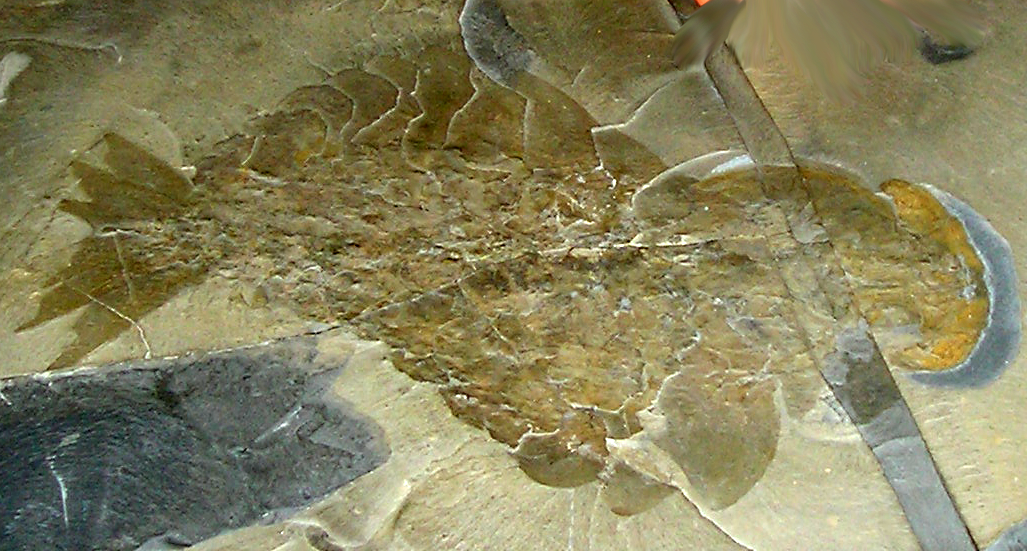
バージェス頁岩累層で発見されたアノマロカリスの全身化石（カナダはトロントのロイヤル・オンタリオ博物館 蔵）

バージェス頁岩（バージェスけつがん、Burgess Shale）とは、約5億1,000万-5億500万年前（古生代カンブリア紀ウリューアン期）の海棲動物化石を多産するカナダの化石地層（fossil Lagerstätte）の通称。層序学的には、当時の海底崖（カテドラル層、Cathedral Formation）の沖合に堆積したスティーブン層（Stephen Formation）の層崖寄りの一部分にあたる。よって「バージェス頁岩」は正式な層序ユニットの名称ではない。
1909年、ロッキー山系のカナダ側、ブリティッシュコロンビア州にかかる地域の一角にあたるバージェス山付近にて、米国の古生物学者チャールズ・ウォルコットによって発見された。

## 概要

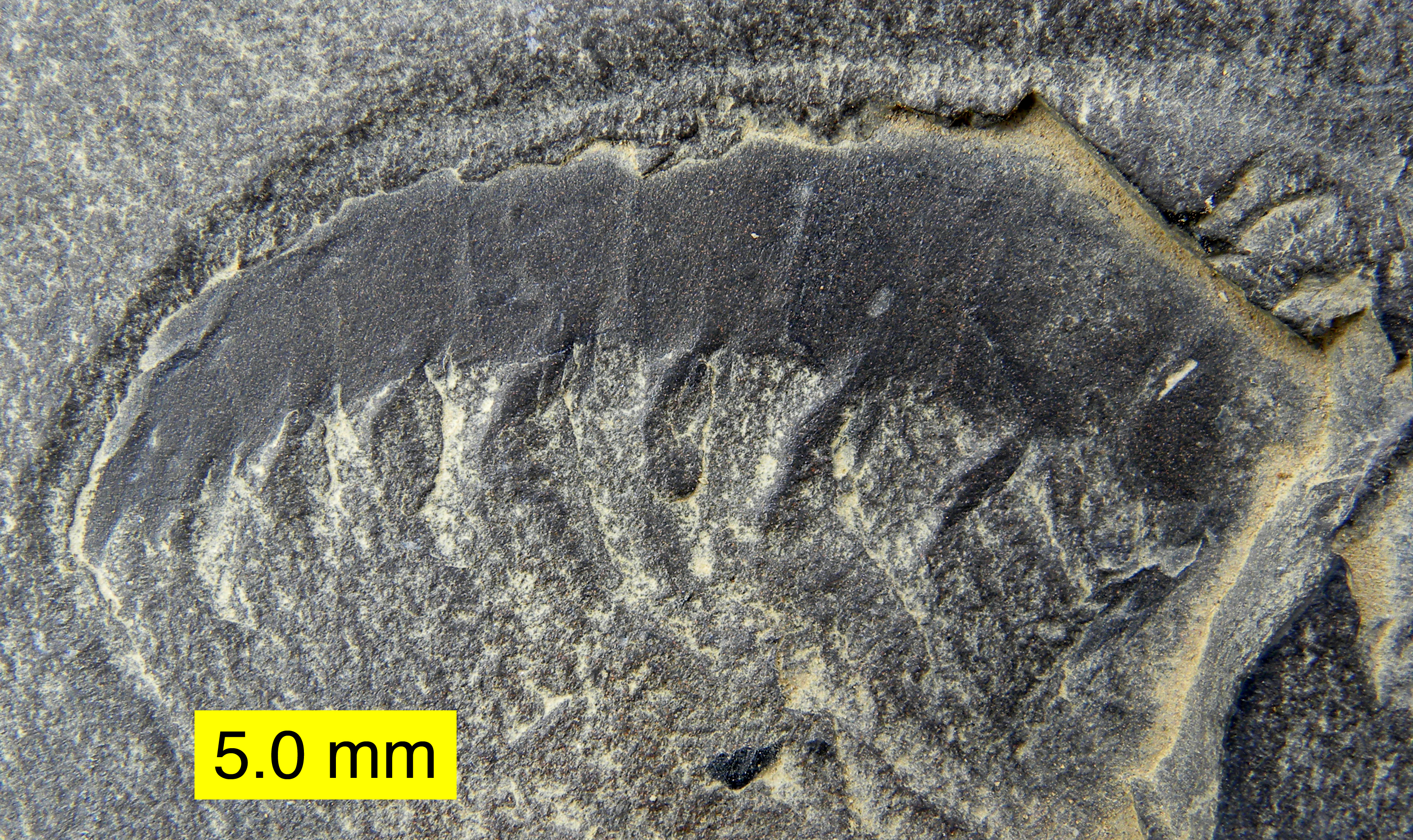
アノマロカリスの化石の一部（前部付属肢）

それまで発見されたことのなかった動物化石が軟体組織まで鮮明に保存された状態で大量に出土したことで有名であり、そこから発見されたアノマロカリス、オパビニア、ハルキゲニア、マーレラなどの動物群は「バージェス動物群」もしくは「バージェス頁岩動物群」と称され、現在も発掘・研究が続けられる。
極めて古い時代の動物化石が集中して発見される数少ない場所として当初から注目を集めていたが、発見された当時は、節足動物と思われたかなり奇妙な化石小動物が既存の分類体系に適合しないため、それをどのように説明するかで広汎な議論を呼んだ。1989年、古生物学者スティーヴン・ジェイ・グールドの『ワンダフルライフ - バージェス頁岩と生物進化の物語』によって広く一般にも知られることとなった。
発見者名にちなんで呼ばれるウォルコット採石場は、バージェス頁岩（スティーブン層）化石の模式地である。

## 関連する他の地層と生物群
バージェス動物群とほぼ同じ生物層の化石は中国雲南省澄江（チェンジャン）の地層からも発見され、これは澄江生物群（もしくは、澄江動物群）と呼ばれている。またオーストラリアでは、バージェス動物群や澄江生物群が属するカンブリア紀よりもさらに時代が古い隠生代新原生代後期エディアカラ紀に属していると見られる地層から、エディアカラ生物群が発見されている。

## 世界遺産
バージェス頁岩累層はユネスコの世界遺産、カナディアン・ロッキー山脈自然公園群の登録区域に含まれている。
1980年にバージェス頁岩累層が単独で登録されていたが、1984年にこの累層を含むカナディアン・ロッキー山脈自然公園群が新たに登録されて、同時に単独の物件としての記載は削除された。

## 案内

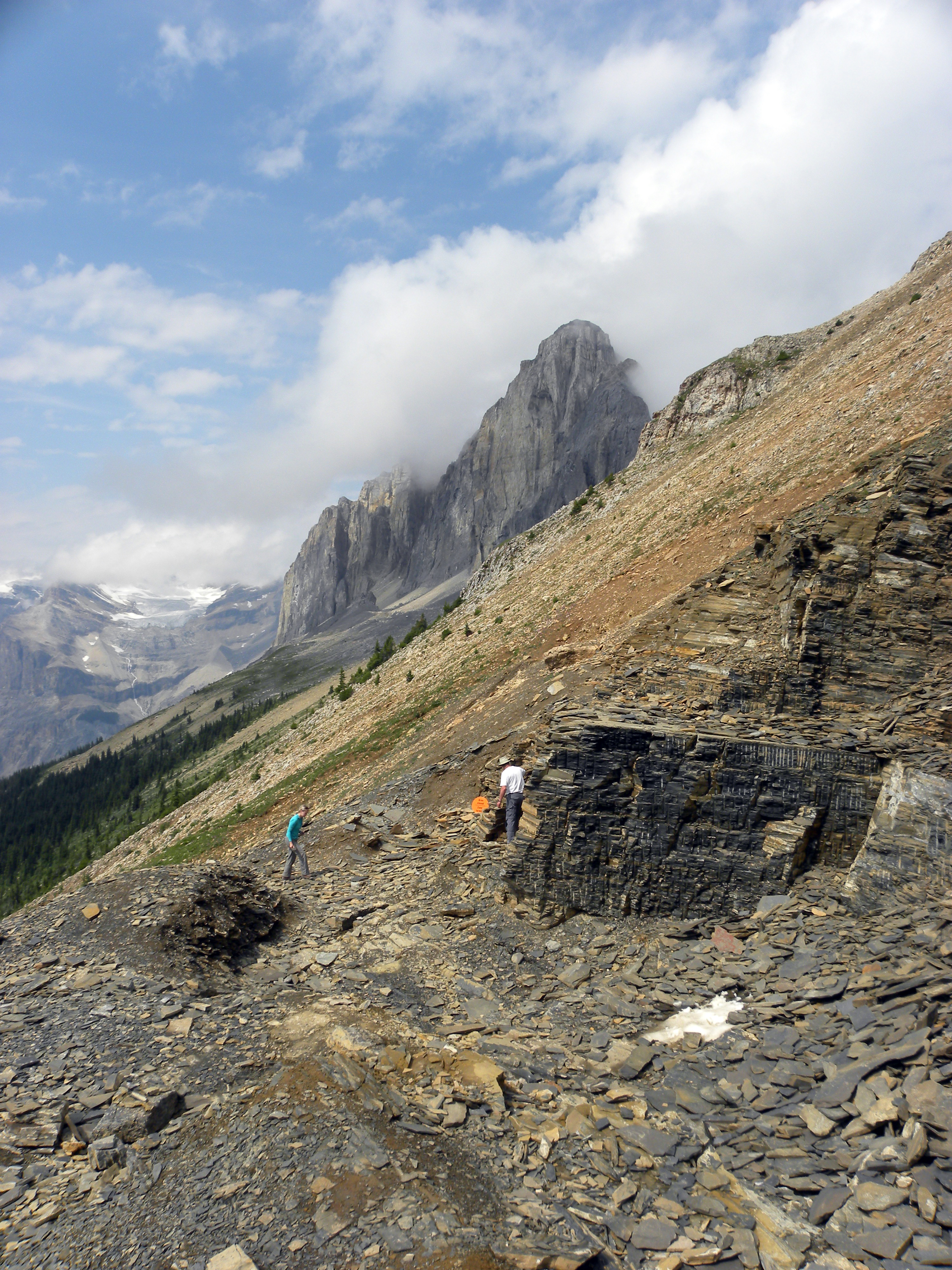
バージェス頁岩累層（ウォルコット採石場）

アルバータ州カルガリーから車でバンフ、レイクルイーズを経由してトランスカナダハイウェイ（1号線）でブリティッシュコロンビア州に入る。フィールド（Field）という町から北にバージェス山（標高2,599m）とフィールド山（標高2,635m）、東にスティーブン山（標高3,199m）を望む。ウォルコット採石場（ウォルコット石切り場、Walcott Quarry、右の画像参照）はエメラルド湖からバージェス峠へ登り、フィールド山へ向かい、さらに奥のワプタ山との間の中腹に位置する。
スティーブン山でもフィールド山と同一の地層から大量の三葉虫を含む化石が発見されている。これはチャールズ・ウォルコットより前の1886年に鉄道建設隊によってなされたものである。いずれも立ち入り禁止区域だがフィールドの町にあるビジターセンターで、予約ガイド付き見学を申し込める。